# 民俗

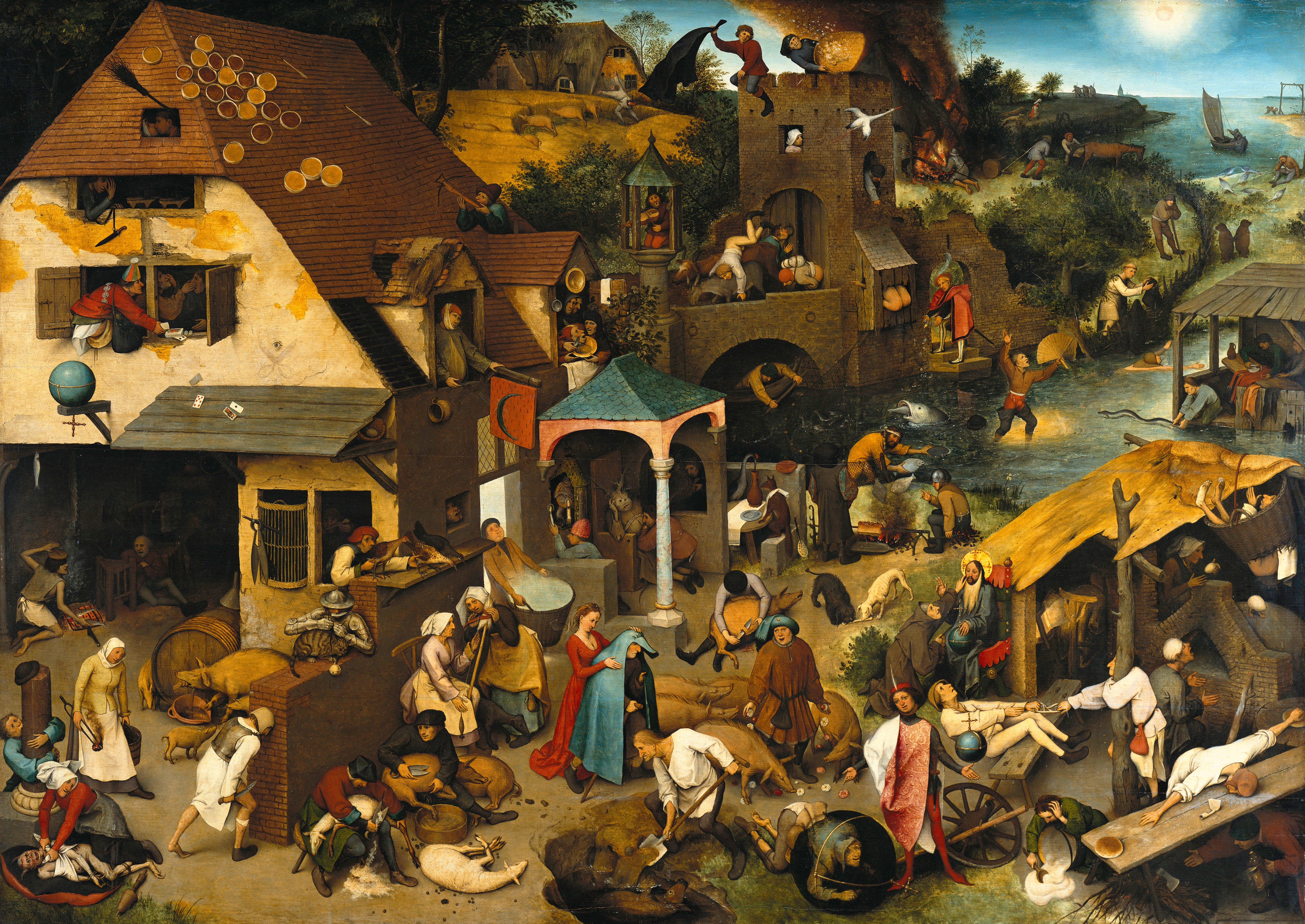
老彼得·勃鲁盖尔的畫《尼德蘭諺語》，其中描述了許多當時在尼德蘭地區流行的諺語

民俗（Folklore）是一個特定群體所呈現的文化，包括了該文化、次文化或是群體的共同傳統。民俗包括像叙事、諺語或是笑話等口傳傳統，也包括物質文化，從傳統建築風格到這個族群特有的手工玩具等。民俗也包括慶祝活動的儀式、形式等传统，像是聖誕節、婚禮、民俗舞蹈及成年禮等。其中的每一項，不論是個別來看或是整合其中幾項，都屬於是民俗文物。民俗包括這些儀式文物，也包括這些儀式文物從一個地區流傳到另一個地區，或是從一代傳承到下一代的過程。民俗一般不會在正式的學校環境下教授，也不會以美術的角度進行研究。民俗多半是由半正式的方式，由一些人傳遞給其他人，方式可能是透過口頭說明或是實際示範。有關民俗的學術研究稱為民俗學。

## 語源與概念
“民俗”一詞的源頭“Folklore”一詞是英國作家威廉·J·汤姆斯在1846年創造的。
現代意義上的中國民俗研究興起於五四時期，最初“民”指所有中國人民，中山大學1928年創辦《民俗周刊》（前身是1927年創辦的《民間文藝》），在發刊詞中指出“民”代表的應該是平民。1983年5月，中國民俗學會在北京成立，理事長鐘敬文又強調民俗“不僅限於哪一個階級”。:5
具體到“俗”上，民俗學歷史上存在大約三種定義：:6
- 遺留物：這就是托馬斯·威廉本人的觀點，他認為民俗是古代遺留至今的東西，1871年愛德華·伯內特·泰勒在《原始文化》中持同樣的觀點。

- 口頭文藝：美國人類學家威廉·巴斯寇姆在1953年發表的《民俗學和人類學》一文中指出民俗都應該是口頭傳播的。

- 英國民俗學家劳伦斯·戈姆則認為民俗學可以“包含人民一切‘文化’”。

## 研究方法
民俗的傳播是形成民俗的重要因素。民俗需要透過交流使信息及習俗在不同地區流傳，或是從一代傳到一代，若是沒有交流，這些就只是文化考古學家研究的一些文化碎片而已。民俗相關的民俗文物會繼續以自然的方式傳播下去。民俗不是個人主義的，是以群體為基礎，以群體中教育其相關的知識。「只要有新的群體出現，就會有新的群體文化，例如衝浪者、摩托車手、程式設計師……」。民俗和高雅文化不同，高雅文化中的藝術品有其創作者，但民俗是由社會群體所共享的。
在找出民俗文物後，民俗學家會需要瞭解這些信念、習俗或是器物對這個群體的重要程度。這些文化單元必定是對這個群體有某種延續性的意義，才會流傳下來。其中的意義可能轉移或是變化，例如21世紀的万圣夜和中古時代的「諸聖節的前夜」的習俗已有不同，甚至會產生一些和歷史背景無關的都市傳說。正統猶太教的潔淨禮儀除了是猶太教的律法中的一部份外，在水不多的地方也是維持良好衛生的方式，但後來成為識別是否是正統猶太人的方式。相對潔淨禮儀，刷牙也是由一個族群傳遞到另一個族群，但後來變成一種普遍的衛生實務，而不是某個族群的特殊傳統。傳統是一開始大家記得要去做的行為，假若它失去了實用上的目的，但又繼續的流傳下去，其中應該是出現了超越原來實用目的的意義，這個意義就是民俗學研究的核心。
隨著社會科學的理論越來越複雜，也來越確定民俗是一個群體中自然發生的，也是必須的一部份。民俗在人們生活的周圍。

## 腳註
1. ↑  Sims, Martha; Martine Stephens. . Logan, Utah: Utah State University Press. 2005: 23. ISBN 9780874216110.
2. 1 2 3  高丙中. . 北京大學出版社. 2009: 3.
3. ↑  (Dundes 1980，第7頁)
4. ↑  (Bauman 1971)
5. ↑  (Dundes 1971)
6. ↑  (Dundes 1965，第1頁)
7. ↑  (Sims & Stephens 2005，第7–8頁)